# Halcyon (gênero)
Halcyon é um gênero de ave da família Alcedinidae. 

## Espécies
Onze espécies são reconhecidas para o gênero Halcyon: 
- Halcyon coromanda, martim-caçador-arruivado
- Halcyon smyrnensis, martim-caçador-de-papo-branco
- Halcyon cyanoventris, martim-caçador-de-java
- Halcyon badia, martim-caçador-chocolate
- Halcyon pileata, martim-caçador-de-barrete-preto
- Halcyon leucocephala, martim-caçador-de-barrete-cinzento
- Halcyon albiventris, martim-caçador-de-barrete-castanho
- Halcyon chelicuti, martim-caçador-riscado
- Halcyon malimbica, martim-caçador-de-peito-azul
- Halcyon senegalensis, martim-caçador-dos-bosques
- Halcyon senegaloides, pica-peixe-dos-mangais

## Etimologia
O nome deste género de ave trata-se de um mitónimo, alusivo ao mito grego de Ceix e Alcíone.